# Stadio del Centro sportivo olimpico
Lo stadio del Centro sportivo olimpico (in cinese 奧體中心體育場S, in inglese Olympic Sports Centre Stadium) è uno stadio multiuso di Pechino, in Cina.
Utilizzato principalmente per partite di calcio, fu costruito nel 1990, in occasione dei Giochi Asiatici che si tennero quello stesso anno. Rinnovato per le Olimpiadi del 2008, fu sede di alcuni incontri del torneo di calcio oltre alle discipline della corsa campestre e del salto ostacoli inquadrate nel pentathlon moderno.
La superficie dell'impianto è di 34 975 metri quadrati, quando in origine era di 20 000. Dal 2008 la capienza è raddoppiata, potendo ospitare 36 228 spettatori, contro i 18 000 originari.